# Lesley Thompson
Lesley Allison Thompson-Willie, (geboren als Lesley Allison Thompson, * 20. September 1959 in Toronto) ist eine kanadische Steuerfrau im Rudern. Sie nahm bis 2016 an acht Olympischen Spielen teil, bei denen sie fünf Medaillen gewann.

## Karriere
Thompson begann als Leichtathletin und war bis 1983 auch als Gymnastin aktiv. 1978 begann sie mit dem Rudersport, 1980 gehörte sie zum kanadischen Olympiaaufgebot, das wegen des Olympiaboykotts aber nicht antreten durfte. Ihren ersten Endlauf bei Ruder-Weltmeisterschaften erreichte Thompson 1981 mit dem vierten Platz im Achter. Danach wechselte sie in den Vierer, mit dem sie 1984 in Los Angeles die olympische Silbermedaille gewann. Nach Bronzemedaillen bei den Weltmeisterschaften 1985 und 1986 folgte ein sechster Platz im Vierer 1987, das komplette Team ruderte 1987 auch im kanadischen Achter, der aber nur das B-Finale gewann. Bei den Olympischen Spielen 1988 verpasste der kanadische Vierer ebenfalls das A-Finale und belegte als Sieger des B-Finales den siebten Platz.
1991 gewann Lesley Thompson mit dem kanadischen Achter Weltmeisterschaftsgold; es folgte Olympiagold 1992 mit einem Boot, in dem sowohl die Olympiasiegerinnen im Zweier ohne als auch die im Vierer ohne saßen, so dass sechs Ruderinnen des Achters 1992 zwei Goldmedaillen gewannen. Nach einem siebten Platz des Achters bei den Ruder-Weltmeisterschaften 1994 und einem sechsten Platz 1995 gewann der bis auf Jessica Monroe und Lesley Thompson völlig neu besetzte Achter 1996 die olympische Silbermedaille.
Bei den Weltmeisterschaften 1997 gewann der kanadische Achter ebenfalls die Silbermedaille, allerdings waren mit Alison Korn, Emma Robinson und Lesley Thompson nur noch drei Ruderinnen aus dem Vorjahresachter dabei. Mit nur wenigen Umbesetzungen gewann der kanadische Achter die Bronzemedaille bei den Weltmeisterschaften 1998 und 1999 sowie bei den Olympischen Spielen 2000. Danach beendete Lesley Thompson ihre Karriere vorläufig.
2005 begann sie wieder mit dem Training und 2006 war sie wieder bei den Weltmeisterschaften dabei und erreichte mit dem Achter den fünften Platz. Nach einem sechsten Platz 2007 belegte der Achter den vierten Platz bei den Olympischen Spielen 2008. Zehn Jahre nach ihrer Silbermedaille von Sydney gewann Lesley Thompson 2010 Silber hinter dem US-Achter, 2011 in Bled gewannen erneut die USA vor Kanada und bei den Olympischen Spielen 2012 erhielt sie ihre fünfte Olympiamedaille.

## Endkampfplatzierungen

### Olympische Spiele
- 1984: 2. Platz im Vierer (Marilyn Brain, Angela Schneider, Jane Tregunno, Barbara Armbrust und Lesley Thompson)
- 1988: 7. Platz im Vierer (Sieg im B-Finale) (Heather Clarke, Tricia Smith, Jane Tregunno, Jennifer Walinga und Lesley Thompson)
- 1992: 1. Platz im Achter (Kirsten Barnes, Brenda Taylor, Megan Delehanty, Marnie McBean, Shannon Crawford, Kay Worthington, Jessica Monroe, Kathleen Heddle und Lesley Thompson)
- 1996: 2. Platz im Achter (Heather McDermid, Tosha Tsang, Maria Maunder, Alison Korn, Emma Robinson, Anna van der Kamp, Jessica Monroe, Theresa Luke und Lesley Thompson)
- 2000: 3. Platz im Achter (Heather McDermid, Heather Davis, Dorota Urbaniak, Theresa Luke, Emma Robinson, Alison Korn, Laryssa Biesenthal, Buffy-Lynne Alexander und Lesley Thompson)
- 2008: 4. Platz im Achter (Heather Mandoli, Andréanne Morin, Sarah Bonikowsky, Ashley Brzozowicz, Romina Stefancic, Buffy-Lynne Williams, Darcy Marquardt, Jane Thornton und Lesley Thompson)
- 2012: 2. Platz im Achter (Janine Hanson, Rachelle Viinberg, Krista Guloien, Lauren Wilkinson, Natalie Mastracci, Ashley Brzozowicz, Darcy Marquardt, Andréanne Morin und Lesley Thompson)
- 2016: 5. Platz im Achter (Cristy Nurse, Lisa Roman, Antje von Seydlitz-Kurzbach, Christine Roper, Lauren Wilkinson, Susanne Grainger, Natalie Mastracci, Caileigh Filmer und Lesley Thompson)

### Weltmeisterschaften
- 1981: 4. Platz im Achter (Kay Worthington, Cathy Lund, Vicky Harber, Sylvia Wetzl, Andrea Schreiner, Jane Pringle, Heather Clarke, Jane Tregunno und Lesley Thompson)
- 1983: 4. Platz im Vierer (Gail Cort, Barbara Armbrust, Jane Tregunno, Kathy Lighty und Lesley Thompson)
- 1985: 3. Platz im Vierer (Lisa Robertson, Barbara Armbrust, Christina Clarke, Tricia Smith und Lesley Thompson)
- 1986: 3. Platz im Vierer (Jane Tregunno, Jennifer Wallinga, Christina Clarke, Tricia Smith und Lesley Thompson)
- 1987: 6. Platz im Vierer (Kathryn Barr, Jennifer Wallinga, Heather Clarke, Jane Tregunno und Lesley Thompson)
- 1991: 1. Platz im Achter (Kirsten Barnes, Megan Delehanty, Jennifer Doey, Kathleen Heddle, Kelly Mahon, Marnie McBean, Jessica Monroe, Brenda Taylor und Lesley Thompson)
- 1995: 6. Platz im Achter (Julie Jespersen Platt, Theresa Luke, Kelly Mahon, Maria Maunder, Jessica Monroe, Emma Robinson, Tosha Tsang, Anna van der Kamp und Lesley Thompson)
- 1997: 2. Platz im Achter (Buffy-Lynne Alexander, Laryssa Biesenthal, Jessica Gonin, Alison Korn, Emma Robinson, Dorota Urbaniak, Kristen Wall, Kubet Weston und Lesley Thompson)
- 1998: 3. Platz im Achter (Buffy-Lynne Alexander, Laryssa Biesenthal, Heather Davis, Alison Korn, Marnie McBean, Emma Robinson, Dorota Urbaniak, Kubet Weston und Lesley Thompson)
- 1999: 3. Platz im Achter (Buffy-Lynne Alexander, Laryssa Biesenthal, Alison Korn, Theresa Luke, Heather McDermid, Emma Robinson, Dorota Urbaniak, Kubet Weston und Lesley Thompson)
- 2006: 5. Platz im Achter (Sarah Bonikowsky, Sabrina Kolker, Heather Mandoli, Andréanne Morin, Romina Stefancic, Kaylan Vander Schilden, Katie Reynolds, Ashley Brzozowicz und Lesley Thompson)
- 2007: 6. Platz im Achter (Sarah Bonikowsky, Katie Reynolds, Romina Stefancic, Ashley Brzozowicz, Sabrina Kolker, Kaylan Vander Schilden, Heather Mandoli, Buffy-Lynne Williams und Lesley Thompson)
- 2009: 6. Platz im Achter (Sarah Bonikowsky, Jane Thornton, Romina Stefancic, Ashley Brzozowicz, Lauren Hutchins, Larissa Lagzdins, Krista Guloien, Peggy DeVos und Lesley Thompson)
- 2010: 2. Platz im Achter (Emma Darling, Cristy Nurse, Janine Hanson, Rachelle Viinberg, Krista Guloien, Ashley Brzozowicz, Darcy Marquardt, Andréanne Morin und Lesley Thompson)
- 2011: 2. Platz im Achter (Janine Hanson, Rachelle Viinberg, Natalie Mastracci, Cristy Nurse, Krista Guloien, Ashley Brzozowicz, Darcy Marquardt, Andréanne Morin und Lesley Thompson)
- 2014: 2. Platz im Achter (Cristy Nurse, Lisa Roman, Rosanne Deboef, Natalie Mastracci, Susanne Grainger, Christine Roper, Ashley Brzozowicz, Lauren Wilkinson und Lesley Thompson)
- 2015: 3. Platz im Achter (Lisa Roman, Cristy Nurse, Jennifer Martins, Ashley Brzozowicz, Christine Roper, Susanne Grainger, Natalie Mastracci, Lauren Wilkinson und Lesley Thompson)